# 후루카와 요시히사

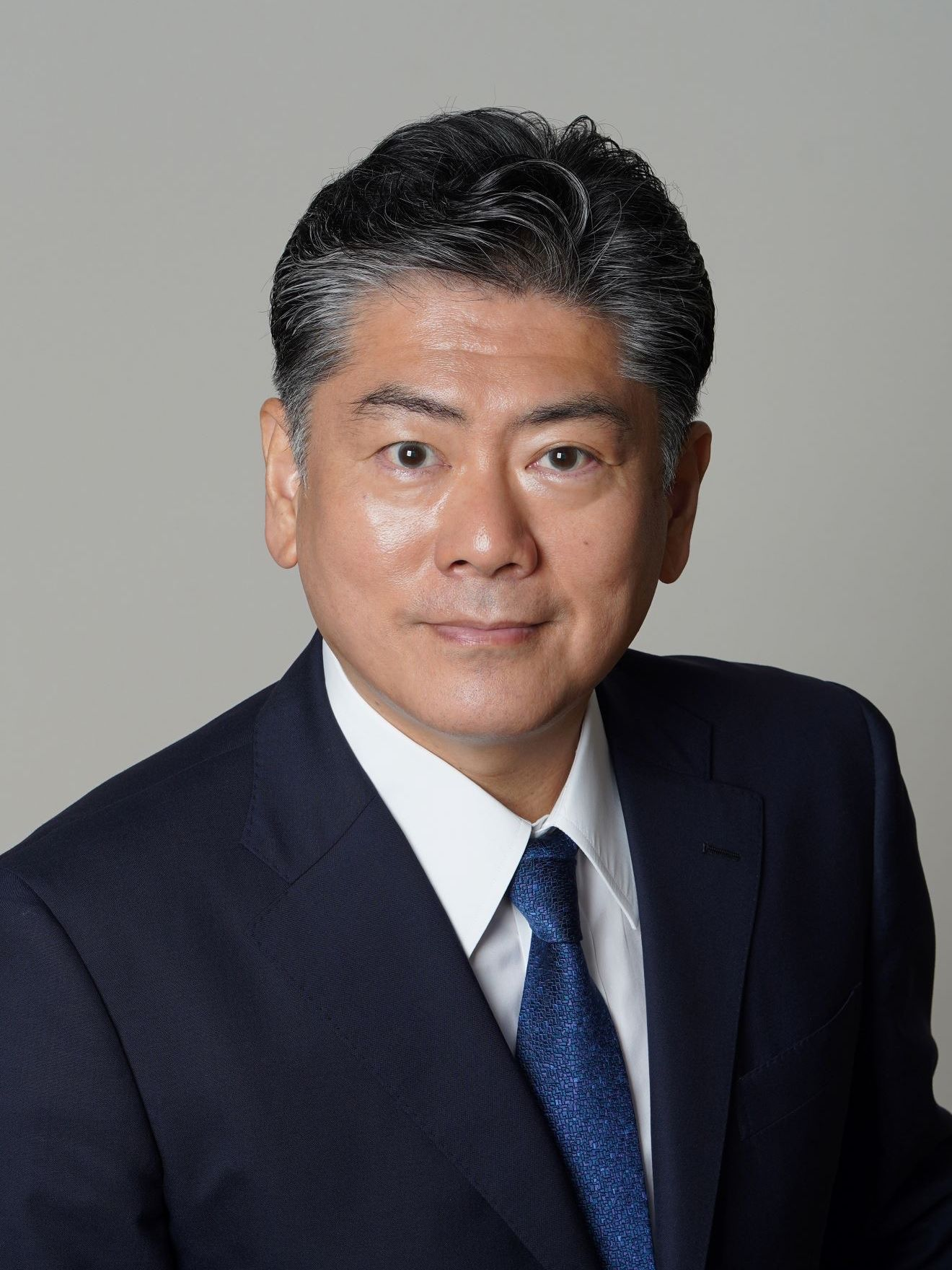
후루카와 요시히사 중의원

후루카와 요시히사(일본어: 古川 禎久 ふるかわ よしひさ[*], 1965년 8월 3일~)는 일본의 정치인이며 자유민주당 소속의 중의원(7선) 의원이다. 지역구는 미야자키현 제3구이다. 기시다 후미오 내각에서 법무대신(2021. 10.~2022. 8.)을 맡았다.
미야기현 구시마시 출생이다.

## 역대 선거 결과
|  | 36.85% |

|  | 39.83% |

|  | 63.17% |

|  | 49.58% |

|  | 67.40% |

|  | 81.79% |

|  | 78.50% |

|  | 69.39% |

|  | 80.73% |